# デパート!秋物語
『デパート!秋物語』（デパート あきものがたり）は、TBS系列で1992年（平成4年）10月13日 - 12月22日に放送されたテレビドラマ。全11回。
撮影場所は前作『デパート!夏物語』と同様、相模大野駅前にある伊勢丹相模原店で行われた。

## ストーリー
曲がったことが大嫌いな大介が恋仲のデパート・インフォメーションガール・小百合との恋、大介と同期入社の祐子との人間関係とさまざまな人間模様と苦境を大介の持ち前のバイタリティーで乗り越えていく。

## キャスト
（前作とほぼ同じ。☆は今作から登場）
- 高山大介：髙嶋政宏
- 鈴木小百合：西田ひかる
- 北村豊：石橋保☆
- 桜井祐子：七瀬なつみ☆
- 小野明：緒形幹太
- 河合麻里：中里博美☆
- 平林則夫：モト冬樹
- 麻生春子：阿知波悟美☆
- 三田幸弘：鈴木ヒロミツ
- 松井恵：小松千春☆
- 王綺莉：李媛
- 相馬秀之：中条静夫
- 鈴木哲男：小林稔侍

## ゲスト
- 立石ますみ：原日出子（第1話）
- ますみの義母：赤木春恵（第1話、特別出演）
- 藤王子由紀子（信夫の母親）：香坂みゆき（第2話）
- 由紀子の父：河原崎長一郎（第2話）
- 宮川悦子：岩崎ひろみ (第3話)
- 万引き少女団の一員：田中恵理（第3話）
- 良夫の父：田中義剛（第4話）
- 良夫の母：東てる美（第4話）
- バーゲンに行った母：白石まるみ（第4話）
- 松野奈緒：細川直美（第5話）
- 奈緒の彼氏：中上雅巳（第5話）
- 松野恭子：浅茅陽子 (第5話)
- 婦人：中尾ミエ（第5話）
- 上杉：多賀啓史（第6話）
- 上杉の母：沢田亜矢子（第6話）
- 水田サチ：草笛光子（第7話）
- 水田美代子：南条玲子（第7話）
- 水田克彦：佐藤B作（第7話）
- 結城夫人：水沢アキ（第8話）
- 女性客：可愛かずみ（第8話）
- オカマの客：森川正太（第8話）
- 辻本成夫：高松英郎（第9話）
- もう1人の男性・木原明：千葉繁（第9話）
- 宝飾売場課長：夏夕介 (第10話)
- 土屋：ラサール石井（第10話）
- 土屋の妻：宮崎淑子（第10話）
- 宝石職人・桂木：井川比佐志 (第10話)
- 松方：松村達雄（第11話）
- 若いカップルの女性：鈴木杏樹（第11話）

## 主題歌
「泣きやまないで」
- 歌：高嶋政宏
- 作詞：沢ちひろ
- 作曲：財津和夫
- 編曲：是永巧一
- CD発売元：キューン・ソニー（現：ソニー・ミュージックレーベルズ キューンミュージック）
- CD No.KSDA-1052(CDシングル(CDS)

## オープニング・テーマ曲
「輝き!ください」
- 歌：西田ひかる
- 作詞：並河翔太
- 作曲：羽田一郎
- 編曲：新川博
- CD発売元：ポニーキャニオン
- CD No.PCDA-00379(CDシングル(CDS))

## スタッフ
- 脚本：石原武龍、丸山比朗、橋塚慎一
- 音楽：義野裕明
- プロデューサー：野添和子（大映テレビ）、福富京子（大映テレビ）、杉川広明（フジアール）、浜井誠（TBS）
- 撮影：山崎 忠
- 撮影助手：福沢太治、田辺葉月
- 照明：小川正治
- 照明助手：今 明男、吉田政二郎
- 美術：馬場啓友
- 美術助手：矢吹譲治、平田貴幸
- 録音：新川昌史
- 録音助手：高桑英章、伊藤裕規
- VE：新部信行
- 調整：千葉清美
- 整音：辻井一郎
- 編集：藤田光男
- 記録：松隈理恵
- 効果：佐々木英世
- 選曲：佐藤 啓
- VTR編集：嶽内克彦、太田友康(IMAGICA)
- VTR編集助手：遠藤智代(IMAGICA)
- MA：植松厳(IMAGICA)
- MA助手：指田高史(IMAGICA)
- スタイリスト：上条栄子
- メイク：三木重美
- スチール：岩宮秀憲
- 衣装：上坂知子
- 制作助手：山本宅也
- 監督助手：中山博行
- 助監督：川村秦祐、服部正純
- 制作担当：吉越勝二郎、原田 信
- 制作主任：才田憲男
- 仕上担当：松本秦生
- TBS番組宣伝担当：広瀬隆一 他
- 美術：大映テレビ美術部
- 衣装：東京衣装
- 録音：株式会社アーチストワーク
- 効果：東洋音響
- 協力：劇団ひまわり、東京宝映
- イラスト：湘南イラストレーション倶楽部
- 協力：FUJITSU、ISETAN 他
- 撮影協力：株式会社伊勢丹、伊勢丹相模原店、相模原市
- 技術協力：IMAGICA
- 美術協力：多摩美術センター、高津映画装飾、京阪商会
- 衣装協力：株式会社オンワード樫山、ダイドーリミテッド、ISETAN 他
- 制作協力：フジアール
- 監督：瀬川昌治、國原俊明、かとうじん、江崎実生、中山博行
- 製作：大映テレビ株式会社、TBS
- 著作：大映テレビ株式会社（※ビデオテロップ上はノン・テロップ）

## サブタイトル
| 話数 | 放送日         | サブタイトル                                         | 脚本               | 監督       |
| ---- | -------------- | ---------------------------------------------------- | ------------------ | ---------- |
| 1    | 1992年10月13日 | いらっしゃいませ！ナンパのお客様！！                 | 石原武龍           | 瀬川昌治   |
| 2    | 1992年10月20日 | いらっしゃいませ！スゴイお母さん達！！               | 石原武龍           | 瀬川昌治   |
| 3    | 1992年10月27日 | いらっしゃいませ！万引様のご来店！！                 | 石原武龍           | 國原俊明   |
| 4    | 1992年11月3日  | いらっしゃいませ！ドキッ！店員泣かせのお客様！！     | 石原武龍           | 國原俊明   |
| 5    | 1992年11月10日 | いらっしゃいませ！マイッタ！母と娘の服選び！！       | 石原武龍、丸山比朗 | かとうじん |
| 6    | 1992年11月17日 | いらっしゃいませ！お客様の困った息子さま！！         | 石原武龍、丸山比朗 | 江崎実生   |
| 7    | 1992年11月24日 | 婦人肌着売場！パンツ一枚から大さわぎ！！             | 石原武龍           | 江崎実生   |
| 8    | 1992年12月1日  | はずかしい！婦人靴売り場のナイショ話！！             | 石原武龍、橋塚慎一 | 瀬川昌治   |
| 9    | 1992年12月8日  | 見ちゃった！ほんとは気になる男のファッション！！     | 石原武龍           | 瀬川昌治   |
| 10   | 1992年12月15日 | 奥様！怒りのご来店！夫の浮気をバラした店員のミス！！ | 石原武龍、丸山比朗 | 中山博行   |
| 11   | 1992年12月22日 | いらっしゃいませ！花ムコをぶん殴った花嫁さま!!       | 石原武龍           | 國原俊明   |

※1993年8月25日 - 9月8日 17:00-17:54枠、TBSテレビ（関東ローカル）で最初の再放送あり。
※放送マザー：カラーNTSC、1吋CタイプVTR、モノラル音声。